# ナナンティウス
ナナンティウス（学名:Nanantius）は、エナンティオルニス類に属するとみられる絶滅した鳥類の属。前期白亜紀アルビアン期のオーストラリアに生息していた。

## 標本と種
ナナンティウスの種で有効なものはナナンティウス・エオスのみであり、これは1986年に初めて記載された。第2の種とされたナナンティウス・ヴァリファノヴィは頭骨の形状からゴビプテリクスのシノニムと判明した。ナナンティウス・エオスは当初、不完全ながら長い脛足根骨と頚椎のみが Toolebuc 層から発見されていた。模式標本の脛足根骨 QM F12992 はオーストラリアのクイーンズランド州ボウリアの Warra Station で発見された。
1997年にはオーストラリアの同地域にある Canary Station から追加の化石が発見され、ナナンティウスに分類された。ここで発見された頚椎の1つ QM F12991 はナナンティウス・エオスに割り当てられた。他の骨は断片的な脛足根骨 QM F31813 で、こちらはナナンティウスには分類されたものの解剖学的な差異が複数見られたためナナンティウス・エオスには分類されなかった。
2009年のジンメイ・オコナーによる学位論文（未出版）では、ナナンティウス・エオスの模式標本の脛足根骨と頚椎が失われたと報告された。これに基づくと、ナナンティウス・エオスはエナンティオルニス類の中でも断片的な命名がなされた種ということになる。

## 分類
ナナンティウス・エオスはエナンティオルニス類に分類されており、このグループはK-Pg境界を生き残ることなく絶滅した原始的な鳥類である。しかし脛足根骨の特徴ではナナンティウスをエナンティオルニス類に分類するには不十分であると知られている。例を挙げると、より現代に近い鳥類アプサラヴィスもまたエナンティオルニス類に類似した脛足根骨を有する。従って、ナナンティウスとエナンティオルニス類に共通点があっても（間違いなく白亜紀前期の鳥類であり、脛足根骨は明らかにゴビプテリクスのものに類似する）、特徴的な足根中足骨のような標本が発見されるまではこの位置付けは確定的ではない。

## 生態
ナナンティウス・エオスは小さい種で、クロウタドリと同程度の大きさである。羽毛のある獣脚類の恐竜に近い頭部と首、および爪の生えた翼を持つカモメに似ていたと考えられている。テチス海の亜熱帯の入り江にあたるエロマンガ海の沿岸で海生無脊椎動物や小魚を捕食していたと推定されている。ナナンティウス・エオスの可能性が非常に高い別の脛足根骨が魚竜プラティプテリギウス・アウストラリスの標本 QM F16811 の腹部から発見されており、これがナナンティウスが海鳥であったことの根拠となっている。